# Ásotthalom
Ásotthalom (hongrois : Ásotthalom [ˈaːʃotːhɒlom]) est une localité hongroise située dans le comitat de Csongrád-Csanád.

## Site et localisation

### Topographie et hydrographie
La localité est située sur le plateau entre le Danube et la Tisza, à environ 30 kilomètres à l'ouest de Szeged, à proximité de la frontière hongro-serbe. Elle constitue le centre de la région environnante, caractérisée par un habitat dispersé en fermes isolées (tanyák). Son paysage est marqué par des zones boisées et sablonneuses.

### Aires faunistiques et floristiques
La prairie humide d'Ásotthalom – Csodarét a été découverte en 1988 par la biologiste Mária Fűzné Kószó et classée zone naturelle protégée d'importance nationale en 1992. S'étendant sur 95 hectares, elle abrite 251 espèces de plantes supérieures, dont 15 sont protégées. Parmi les espèces les plus précieuses figurent la gagée printanière et le gladiolus palustris, une espèce de glaïeul strictement protégée. La faune y est également riche, et un sentier pédagogique de 4 kilomètres avec dix stations a été aménagé sur le site.
Le Ruzsafa est un peuplier centenaire situé près de la route de Baja, au niveau du 31e kilomètre. Selon la tradition, Sándor Rózsa s'y serait caché pour échapper à ses poursuivants.
La forêt commémorative Ferenc Kiss, protégée depuis 1944, rend hommage à Ferenc Kiss, surnommé le « père des forêts de Szeged ». Couvrant 17 hectares, cette réserve forestière a été préservée depuis 1886, sans intervention humaine, ce qui lui confère une valeur écologique exceptionnelle.

## Histoire
Le nom d'Ásotthalom apparaît pour la première fois sur une carte des frontières de Szeged datant de 1778, réalisée par Antal Balla, ainsi que dans des documents municipaux contemporains. Ce toponyme désignait à l'origine les habitats dispersés situés autour d'une dune de sable nommée « Ásott Halom » (colline creusée).
Au début du XIXe siècle, des efforts de reboisement ont été entrepris pour stabiliser les dunes de sable mouvant.
À partir du milieu du XIXe siècle, la localité a commencé à se développer en tant que centre d'habitat rural, sous le nom d'Ásotthalom Várostanya (ferme de la ville de Szeged). En 1927, elle fut reliée à Szeged par le chemin de fer à voie étroite de Szeged, qui assurait deux liaisons quotidiennes jusqu'à Halastelek. Cependant, cette ligne a cessé de fonctionner en 1975.
En 1950, Ásotthalom est devenue une commune indépendante, formée à partir de territoires appartenant aux districts d'Átokháza et de Királyhalom. Plus récemment, en 2014, elle a obtenu le statut de bourg (nagyközség).
Au début du XXIe siècle, Ásotthalom bénéficie d'une notoriété médiatique liée à la personnalité de son bourgmestre László Toroczkai, figure nationale de l'extrême droite hongroise. Élu en 2013 comme indépendant lors d'une élection municipale partielle, il est réélu en 2014, étant le seul candidat en lice. Membre du Jobbik, il médiatise la protection de sa localité contre l'immigration illégale, qu'il qualifie de « migration de masse moderne », dans le contexte de la grande crise migratoire européenne. Au début de 2015, bien qu'il y ait longtemps été opposé, c'est sous son impulsion que l'idée de construire une clôture aux frontières sud de la Hongrie émerge dans le débat public et est reprise par le premier ministre Viktor Orbán.
En 2017, la municipalité interdit le port de la burqa et du niqab sur la commune. Elle interdit également toute propagande en faveur de la légalisation du mariage homosexuel.
La ville voit en 2019 la création de la milice anti-Roms Légion nationale.

## Population

### Minorités culturelles et religieuses
En 2001, la population de la localité était quasiment entièrement hongroise.
Lors du recensement de 2011, Ásotthalom comptait 4 122 habitants, dont 92 se déclaraient appartenir à une minorité nationale. Parmi eux, 4 se disaient croates, 7 serbes, 16 roms (romani ou beás), 24 roumains et 34 allemands, tandis que 24 autres étaient classés dans la catégorie « autres ». Concernant l'appartenance religieuse, 60,4 % de la population était catholique romaine, 2,7 % réformée, 0,3 % évangélique et 14,7 % se déclaraient sans confession. Environ 20,3 % des habitants n'ont pas répondu à cette question.
En 2022, 88,9 % des habitants se déclaraient hongrois, 0,9 % allemands, 0,5 % roms, 0,3 % roumains, 0,2 % bulgares, 0,2 % serbes et 0,1 % croates ou slovaques. Par ailleurs, 2,1 % appartenaient à une autre nationalité étrangère et 10,6 % n'ont pas déclaré leur origine.
Sur le plan religieux, 36,5 % de la population se déclarait catholique romaine, 1,6 % réformée, 0,2 % gréco-catholique, 0,2 % évangélique, 1,6 % affiliée à une autre confession chrétienne et 1,7 % à un autre courant du catholicisme. Environ 14,1 % se déclaraient sans confession, tandis que 43,9 % n'ont pas répondu.

## Équipements

### Éducation
Ásotthalom abrite le lycée technique forestier Albert Bedő (Bedő Albert Erdészeti Szakgimnázium, Szakközépiskola és Kollégium), qui propose des formations spécialisées dans la gestion forestière et les métiers liés à l'environnement.

### Vie culturelle

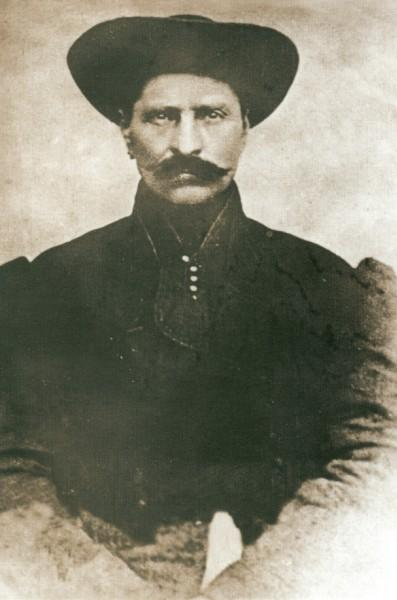
Sándor Rózsa était un hors-la-loi et bandit de grand chemin (betyár) hongrois, dont la vie a inspiré de nombreux auteurs, notamment Zsigmond Móricz et Gyula Krúdy.

L'un des sites les plus emblématiques d'Ásotthalom est la maison d'expérience Sándor Rózsa, inaugurée à l'été 2014. Elle expose des objets et des images datant de l'époque du célèbre hors-la-loi, ainsi qu'une reconstitution de sa cellule de prison, où une statue réaliste de Sándor Rózsa salue oralement les visiteurs à l'aide d'un enregistrement réalisé par son arrière-arrière-petit-fils. Un espace de projection y est également aménagé. Devant le bâtiment se dressent trois sculptures en bois représentantSándor Rózsa, Pista Pipás et une sorcière, en référence aux célèbres procès de sorcellerie de Szeged.
Le musée de la ferme Gátsori présente la vie rurale traditionnelle de la région.
Ásotthalom accueille plusieurs festivals annuels, dont certains sont devenus des rendez-vous incontournables de la région.
Le Festival Sándor Rózsa, organisé depuis 2013, célèbre la mémoire du célèbre hors-la-loi hongrois, étroitement lié à l'histoire locale.
Le Festival de la patate douce (Batátafesztivál), lancé en 2011, met en avant la culture de la patate douce, largement cultivée sur le territoire d'Ásotthalom.
Le DIRT Festival, créé en 2015, se déroule sur un site situé près de la forêt de Gárgyán.

### Réseaux extra-urbains
L'axe routier principal desservant la localité est la route nationale 55, qui passe à environ 2 kilomètres au nord du centre. 
Elle est reliée à Mórahalom par la route 5511 et à Kelebia par la route 5509.
En 2011, la connexion routière avec Királyhalom (Bácsszőlős), située à 8 kilomètres au sud-est, a été rétablie. Deux ans plus tard, le 16 mai 2013, un poste-frontière a été inauguré sur cet axe, ouvert tous les jours de 7 h à 19 h.

## Économie
L'économie d'Ásotthalom repose principalement sur la viticulture et la chasse. Le bain thermal de Homokhát a ouvert ses portes en 2013.

## Patrimoine local
L'église catholique romaine a été construite en 1931, selon les plans de Tibor Kövér et Jenő Szojka, après l'édification du presbytère en 1928. Son intérieur a été décoré par Alajos Parobek, tandis que l'orfèvre Géza Szabó et l'artiste Ferenc Barth ont contribué à son ornementation. Certains éléments du mobilier, dont les bancs en chêne, l'orgue et quatre statues en bois, proviennent de l'ancienne église Saint-Démètre de Szeged, démolie dans les années 1920. Ce bâtiment à nef unique mêle styles néo-roman et néo-Renaissance. Sa construction a bénéficié du soutien des habitants des fermes environnantes, qui ont offert des services de transport et de main-d'œuvre.
La chapelle Sainte-Élisabeth, également appelée chapelle Back, a été construite en 1937 par Bernát Back, un citoyen de Szeged, en mémoire de son fils Ottó Begavári Back, décédé prématurément. L'édifice en briques grises non enduites a été conçu par Gábor Czike et se distingue par son portique en bois richement décoré. Dédiée à la Vierge Marie, elle porte toutefois le nom d'Élisabeth en hommage à l'épouse du fondateur et à sainte Élisabeth de Hongrie. La statue de la sainte, autrefois placée dans une niche de la façade, a été volée.
La statue de saint Étienne, sculptée en marbre blanc par Serban Bonaventura, se trouve dans le parc central, inauguré en 2002 et rebaptisé parc Saint-Étienne en 2003.Le mémorial du martyre hongrois, érigé en 2012 près du poste-frontière en construction, rend hommage aux victimes des massacres anti-hongrois de 1944-1945 en Voïvodine. L'œuvre de Klára Tóbiás a été commandée par le Mouvement de jeunesse des soixante-quatre comitats, une organisation d'extrême droite dans laquelle a milité László Toroczkai. Enfin, le mémorial de la « Garde en haillons » (Rongyos Gárda), œuvre de János Megyeri, a été inauguré en 2022 sur la place Saint-Étienne, en hommage à ce groupe paramilitaire nationaliste ayant participé aux conflits de l'entre-deux-guerres en contestation du Traité de Trianon.

## Vie sportive
Le club de football local, Ásotthalmi TE, évolue dans le groupe Homokhát de la quatrième division du comitat de Csongrád-Csanád.

## La localité dans les représentations
Le hameau d'Átokháza, rattaché à Ásotthalom, apparaît dans plusieurs œuvres de Ferenc Móra. Son récit « Mihály folyamatbatétele », qui se déroule à Átokháza, a été publié dans son recueil Parasztjaim (Mes Paysans).

## Jumelages
| Ville | Ville           | Pays | Pays     |
| ----- | --------------- | ---- | -------- |
|       | Bački Vinogradi |      | Serbie   |
|       | Cașin (d)       |      | Roumanie |

## Personnalités liées à la localité
Le célèbre hors-la-loi Sándor Rózsa (1813-1878) est étroitement lié à Ásotthalom. Il fréquentait régulièrement l'auberge située à la frontière des comitats de Csongrád et Bács-Bodrog, et selon la tradition, il se serait caché dans l'actuel Ruzsafa pour échapper aux gendarmes lancés à sa poursuite.
Pista Pipás (1886–1940), une tueuse à gages tristement célèbre, est née et a vécu dans la région d'Átokháza, un ensemble de fermes isolées rattaché à Ásotthalom.
Le chanteur Sándor Révész, ancien membre des groupes Generál et Piramis, a vécu environ 15 ans à Ásotthalom.
Le dirigeant d'extrême droite László Toroczkai, né László Tóth le 10 mars 1978 à Szeged, a longtemps été bourgmestre de la localité.